# نقطه در اینچ

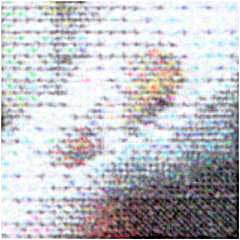
نمای نزدیک نقطه‌های تولید شده توسط یک چاپگر جوهرافشان در کیفیت پیش‌نویس (Draft). اندازه واقعی در حدود ۰٫۲۵ اینچ در ۰٫۲۵ اینچ (۰٫۴۰۳ cm^{۲}) است. قطره‌های رنگی مجزای جوهر قابل مشاهده هستند. این نمونه در حدود ۱۵۰ DPI است.

نقطه در اینچ (DPI یا dpi) یکای اندازه‌گیری تراکم نقطه‌ها در چاپ یا ویدئو است، به ویژه تعداد نقطه‌های مجزایی که می‌تواند در یک خط به طول ۱ اینچ (۲٫۵۴ سانتی‌متر) قرار گیرد. یکای متریک جایگزین آن، نقطه در سانتی‌متر (dpcm) است.

## تبدیل یکاها
| DPI (نقطه در اینچ) | dpcm (نقطه در سانتی‌متر) | Pitch (µm) |
| ------------------ | ----------------------- | ---------- |
| ۷۲                 | ۲۸                      | ۳۵۰        |
| ۹۶                 | ۳۸                      | ۲۶۵        |
| ۱۵۰                | ۵۹                      | ۱۶۹        |
| ۳۰۰                | ۱۱۸                     | ۸۵         |
| ۲۵۴۰               | ۱۰۰۰                    | ۱۰         |
| ۴۰۰۰               | ۱۵۷۵                    | ۶          |